# 朝日奈央
朝日 奈央（あさひ なお、1994年〈平成6年〉4月21日 - ）は、日本の女性マルチタレント、バラエティタレント、ファッションモデル、女優であり、女性アイドルグループ・アイドリング!!!の元メンバー。出生名は芸名と同じ。埼玉県入間市出身、東京都羽村市育ち。ライジングプロダクション所属。

## 来歴
保育園児の頃からモデルに憧れ、小学3年生から愛読していたファッション誌『ラブベリー』（徳間書店）の2007年度専属モデルオーディションに応募。特別賞を受賞し、同年6月号から専属モデルになる。ヴィジョンファクトリー（現・ライジングプロダクション）に所属。
埼玉県入間市に小学3年生まで在住。その後引っ越して20歳ごろまで東京都羽村市に住んでいた。

### アイドリング!!!時代（2008年 - 2015年）
2008年
4月、女性アイドルグループ「アイドリング!!!」に2期生として加入し、15号として活動を始める。
2009年
3月、アニメ『超劇場版ケロロ軍曹』で声優デビュー。
5月、伊藤夏帆（『ニコラ』専属モデル）、前田希美（『ピチレモン』専属モデル）と共に、ナルミヤ・インターナショナルの新ブランド「Lovetoxic」のイメージモデルに抜擢。
2010年
4月、ドラマ『怪物くん』でテレビドラマデビュー。
2011年
7月、主演ドラマ『シークレットガールズ』にレギュラー出演。出演メンバーの橋本楓・伊藤祐奈・冨田真由・三橋奈波と共にアイドルグループ「シークレットガールズ」を結成。
2012年
4月、ファッションセンターしまむらのCMにてテレビCM初出演。
2013年
7月、ドラマ『リミット』、アニメ『ガッチャマン クラウズ』に出演、トーク番組『古坂大魔王のカツアゲ!』でレギュラーMC。冠番組『朝日奈央 プレミアム放送』を開始。
9月、トーク番組『女子コレクティブ』にレギュラー出演。
12月、OPEN CAST（旧VISION CAST）にて動画ブログの配信開始。
2014年
7月、YouTubeにて『朝日奈央チャンネル』を開設。
8月、トークショー『POP STEP ASAHI』公開生ミーティングを開始。
2015年 アイドリング!!!卒業
9月、出演したアイドリング!!!名義の舞台『見よ、飛行機の高く飛べるを』が上演。
10月、約7年半在籍したアイドリング!!!を卒業。

### ソロ活動以降（2015年 - ）
11月、よゐこ濱口主宰『はまぐちコントサークル』に出演。その濱口が発起人となり、アイドリング!!!OG主体によるアイドリング!!!後継集団「メンテナンス」が発足、メンバー4号として参加する。翌日には地元・羽村市のイベント『羽村にぎわい音楽祭 2015』に出演。
2016年
1月、ヒロイン出演舞台『ハピプラ！』が上演。
7月、地元のイベント、はむら夏まつり『LIFriendsライブ』に参加。
8月、出演舞台『誰かが彼女を知っている』が上演。
9月、バラエティ番組『青春バカリズム』の長編企画に参加し、師バカリズムと共演。
11月、出演舞台『DADDY WHO?』が上演し、アイドリング!!!の元同僚・河村唯と共演。
12月、DJ集団"申し訳"主催ライブ『(有)申し訳AFTERNOON 20周年SP』に、遠藤舞らとアイドリング!!!OG名義で出演。
2017年
4月、バラエティ番組『ゴッドタン』にて、産休のため休養する松丸友紀アナウンサーの代打に抜擢、野呂佳代と共に休養期間のMCに就任。
8月、アイドルイベント『TOKYO IDOL FESTIVAL 2017』に8年連続で参加し、当年は3日間のフル出演。
9月、アイドリング!!!OGが集結する次世代への新番組『アイドルING!!!』に参加。
10月、レギュラー番組『DTテレビ』が開始。
11月、eスポーツイベント『Tokyo E-sports Festival』に参加し、アイドリング!!!OG名義でライブ出演。
12月、矢口真里プロデュースのアイドルイベント『やぐフェス』に参加。
2018年
1月、年末年始のバラエティ番組出演において、内外各所から高い評価を得る。
3月、バラエティ番組『メッセンジャーの○○は大丈夫なのか?』のアシスタントMCに就任。
5月、全国宝くじの恒例行事「ドリームジャンボ」抽せん会にプレゼンターとして参加。大型バラエティ・ライブイベント『マジ歌ライブ2018 in 横浜アリーナ』に出演。
7月、レギュラー番組『アオハル♥LINE』が開始。
8月、情報バラエティ番組『アッコにおまかせ!』に初出演し、準レギュラー入り。
10月、長寿特番『オールスター感謝祭 2018秋』に出演し初優勝。
12月、前年に続いて『やぐフェス』に参加。
2019年
1月、大型カルチャーイベント「闘会議2019」に出演。『ネット歌姫〜パート主婦が、歌ってみた〜』にて5年半ぶりのテレビドラマ出演。
3月、ヤングジェネレーションの大型フェス「超十代 2019」にてメインMCを担当。
4月、第11回「沖縄国際映画祭」の企画にてMCを担当。
8月、『TOKYO IDOL FESTIVAL 2019』の10周年企画としてアイドリング!!!が4年ぶり1日限りの復活を果たし、個人でも2年ぶりに参加。また、グランドフィナーレのMCも務めた。大型チャリティーイベント『24時間テレビ 「愛は地球を救う」 42』にて、日産自動車グローバル本社会場のメインMCを担当。
12月、年末恒例の音楽イベント『第37回 サントリー1万人の第九』(総指揮：佐渡裕）に初参加。
2020年
2月、約2年ぶりに開催した大型バラエティ・ライブイベント『マジ歌ライブ2020 in さいたまスーパーアリーナ』に出演しMCを担当。
3月、バカリズムと共演するレギュラー番組『バカリズム特番』の放送開始。
春夏季、女優・夏菜と組んだコンビ「ツインテール姉妹」が話題となる。
7月、ファッション誌『steady.』に、レギュラーモデルとして掲載開始（不定期）。
9月、生まれ故郷・埼玉県『秋の全国交通安全運動』広報アンバサダーに就任。
10月、初の冠番組『朝日奈央のキラめきスポーツ〜キラスポ〜』が放送開始。中旬、松本人志特番『まっちゃんねる』「女子メンタル」に出演し大きな反響を呼ぶ。月末、レギュラー番組『バカリズム特番』最終回生放送にて、古巣アイドリング!!!最後の同窓会に参加。
12月、大晦日の大型音楽番組『ももいろ歌合戦』に初参加。
2021年
3月末、情報番組『ひるおび!』の水曜コメンテーターに起用。
6月、生まれ故郷・入間市で新設した「いるまPR大使」に就任。カルチャーイベント「2021年サンリオキャラクター大賞」のMCを担当。
11月、メンズコンテスト、第34回『ジュノン・スーパーボーイ・コンテスト』グランプリの審査員に起用。
12月、前年に続き『ももいろ歌合戦』（日本武道館公演）に参加。
2022年
3月、人気ゲームバラエティ番組『逃走中』に2度目の参戦。130分間逃走成功を果たし賞金78万円を獲得した。
8月、『TOKYO IDOL FESTIVAL 2022』に3年ぶりに参加し、グランドフィナーレのゲストMCを担当。同月10日、一般人男性との結婚を報告、故郷の入間市と羽村市の両地域（役所）から異例の祝福ツイートを受け話題となった。
9月、『櫻井・有吉 THE夜会』にて、結婚を祝した同窓会を企画。高校時代からの親友、百田夏菜子、松岡茉優、日高里菜が集ったほか、親交の深い同級生や関係者達もVTRで祝福し大きな話題となった。
10月、初の冠ラジオ番組『朝日奈央のナイスフライデー』が放送開始。
2023年
2月、初出演の映画『湯道』が公開。
8月、大型ファッションショー「KANSAI COLLECTION」にてメインMCを務める。
10月、ラジオ番組『朝日奈央のあさひーりんぐ』が放送開始。
11月、出演映画『翔んで埼玉 〜琵琶湖より愛をこめて〜』が公開。
2024年
2月、テレビドラマ『ブラックガールズトーク』にてトリプル主演の一人を務める。
11月、10月に2年越しで結婚式を行ったことを報告した。
2025年
4月、前年の2回のパイロット版を経てレギュラー番組『編成王川島』が開始。
8月、『TOKYO IDOL FESTIVAL 2025』にてTIF15周年および全員卒業から10年の節目を記念してアイドリング!!!が1日限りの復活をし参加した。

## 人物

### 特徴
裏声（ファルセット）とも鼻声ともとれる独特な声をしており、当初は滑舌も良いとはいえなかった。その克服のため発音練習を行い、フジテレビのアナウンススクール「アナトレ」を受講したこともある。歌声も会話の声質とあまり変わらない声色である。ただし、パフォーマーとしてのポテンシャルは高く、アイドリング!!!曲の歌やダンスにおいて複数のパートを会得していた。
髪型は、デビューした中学生の頃からショートヘアで定着している。ただし高校卒業の頃から本人の強い希望により、1度だけロングヘアにした時期がある。これはファンや関係者からは概ね不評で、最後はバカリズムからのアドバイスもあり本来のショートに戻した。20代半ばには、番組の企画にて金髪に染めたこともあり話題となっている。

### 趣味・特技
趣味はカフェ巡りで、将来の夢は南国風（ハワイアン）のカフェを開くこと。ファッション、古着屋巡りも好む。
特技は10円玉芸。以前は相撲および腕相撲をアピールしていた。

### 嗜好
好きな食べ物はじゃがいも（特にフライドポテト）・白米（おにぎりなど）・ショートケーキ。学校での得意科目は体育と音楽。好きな色は黄色とピンク。

### 性格
長所はプラス思考なところ、短所はせっかちなところ。ネガティブな雰囲気が大嫌いで、ポジティブ思考だと述べている。
子供から大人までの振り幅が広く「精神年齢が未だに中高生のままなので、実年齢に気持ちが追いつかない」と悩みを吐露していた。二十歳を過ぎても「今でも"かくれんぼ"とかの遊戯に抵抗がない」と明かしている。
番組の共演者に対しては「心に壁を作っている」という。

### 目標
目標はバラエティータレント。「日本で最も明るい人」をモットーとしている。
敬愛する有名人は SHELLY、玉木宏、学生時代の頃は 上地雄輔、安室奈美恵など。SHELLYに関しては女性芸能人理想像の師と仰ぎ、本人からも認知されている。

### 家族
妹が同じアイドリング!!!正規メンバーとして登場した事がある。他に、愛犬にミニチュアダックスフントの「もも」、チワワの「りく」を飼っていた。
父母は18歳で結婚し、19歳で本人を出産。子供の頃には「母からパラパラを教えてもらった」と明かしている。

### 評価
共演歴が長かったピン芸人・バカリズムは、その純粋で憎めない芸風を女性版・狩野英孝のようだと評した。共演したお笑いコンビ・よゐこは「井森美幸とおるみたいや」と述べた事もある。
人情味があり裏表のないタイプで、【ハッピー】【POP】【元気印】とも形容され、陰口を言わない人だと友人達は述べている。歴代のアイドリング!!!関係者からも、人柄を悪く言う声は皆無だった。

### 交友関係
あまり人を選ばずコミュニケーションを図れるタイプで、苦手も関係なく分け隔てなく接してきたため交友関係が広い。若い頃は頻繁に旧メンバーや友人の自宅に外泊しており、その様子が当事者のSNS等に載ったりしていた。
高校の同級生で友人である女優・松岡茉優は「百田夏菜子（ももいろクローバーZ）と並んでクラスの太陽（象徴）だった」と明かしている。ほか同学年では能條愛未（元乃木坂46）、指出瑞貴、日高里菜や、同世代では高田里穂、emmaらと親交が深い。
高校の先輩達（旧アイドリング!!!メンバーも含む）とも交友があり、夏菜（2008年卒）、清水あいり（2011年卒）、滝沢カレン（2011年卒）らとは番組共演を通じて知己になっている。
- バカリズム

アイドリング!!!の新人時代から長く共演したバカリズム（升野英知）に関しては、バラエティの仕事についての姿勢を教わった師匠的人物だと語った。特に「急な展開であっても無いはない。何かやれ」「中途半端なら最初からするな。やるなら最後までやり切れ」といったスタンスの影響が大きかったと明かしている。
また、アイドリング!!!卒業後ソロで活動し始めた頃は、同グループを卑下するなど毒舌トークの方向に進みかけたが、後にバカリズムから「本来の性分に合わない毒舌キャラを続けても、段々と続かなくなるよ」とアドバイスされて以降は、持ち前の自然体な素直さを出すようにしていった。これらを踏まえ一部のメディアからは、バカリズムの愛弟子とも一番弟子とも評されている。
バカリズムから見た朝日の印象は、「弟のような存在」「負けの美学が似合う」「ずっと必死な姿を見ていたい」と答えている。

### エピソード
自身のブログなどで、『アンパンマン』に登場するキャラクター・ばいきんまんの捨てセリフである「ばいばあいキーン」という文言を文の終わりに必ず書いていた。また、姓をひらがな表記する際は「あさひ☆」と星マークを付けている。
小学校2年の頃「わんぱく相撲」大会の女子個人で優勝した事がある。その時のゲストは貴乃花であった。

### ラブベリー関連
ティーンエイジャー向けファッション誌『ラブベリー』で、2007年6月号から2012年3月号で休刊するまで専属モデルを務めていた。
- 背景

小学3年生の頃から『ラブベリー』を購読し始め、自分もラブベリーナ（専属モデル）になりたいと強い憧れを抱くようになった。ファンレターを書こうとしたが「将来一緒に仕事をするかもしれない相手に、いちファンとしてファンレターを送るのも変なことだ」と前提的に考えたり、雑誌モデルなどを参考にポージングを研究したりと、必ず夢が実現すると思い描いていた。
12歳で応募資格を満たし1次審査を通過。最終オーディション時の面接官には、橘美緒・下田奈奈・坂田梨香子がいた。合格を伝える電話が来たのは、小学校の卒業式の当日であった。初めての撮影の日、カメラマンに「今日からモデルになったんだよ」と言われ、実感が湧いてきたという。以後、体型維持には人一倍気を使うようになり、しばらく飲み物は水しか飲まなくなった（水の件は、後年に本人が訂正し否定）。
本誌2007年12月号で、10人ショットの一人として初めて表紙に掲載され、2008年8月号から2010年1月号まで連続起用（但し、2009年6月号除く）。そして、2009年10月号では初の単独表紙を飾った。2009年夏には、本人がデザインした水着やビーチサンダルなど、グッズ発売にも採用されている。
- 影響

前述した表紙掲載の件を例にとっても、誌面での朝日はカリスマ的な一面があり、当時購読していた後の若いアイドル達に支持されていた。
宮本佳林（Juice=Juice）は、毎月「ラブベリー」を購入していたことから、朝日のファンだったという。他にも武田舞彩（GEM）や川後陽菜（乃木坂46)、新井愛瞳（アップアップガールズ（仮）)、小林弥生（さんみゅ〜）らもファンだったと公言している。
- 後輩

アイドリング!!!の後輩でもある橋本楓が、2011年9月号からラブベリーナとなった。同じくラブベリーナだった石田佳蓮は、2012年3月にアイドリング!!!5期生として加入している。

## グループ活動

### アイドリング!!!関連
- 2期生

アイドリング!!!ナンバーは15号、イメージフラワーは「アサガオ」。歴代メンバーの内、森田涼花・河村唯・長野せりな・酒井瞳・菊地亜美・三宅ひとみ・ミシェル未来・小林麻衣愛と同期だった。
- 愛称 / キャラクター

愛称は「あさひ☆」。メンバーは名前通りに「なお（ちゃん）」と呼ぶ事も多いが、特定の後輩メンバーは「なおりん」と呼んでいる。ファンは「ちゃんあさ」と呼称する場合もある。
加入当初は最年少であったため、同期 長野せりなと共に妹分の立ち位置であった。その後はボーイッシュなキャラとなっている。姓名である朝日が示しているように、太陽のように明るく裏表のないタイプで、陰口を言わない人だとメンバーは述べている。冗舌で番組などでは、いわゆるガヤる事が多い。ただし、おバカなキャラでもあるためイジられる事もしばしばある。後輩の面倒見がよく年上からは可愛いがられ、歴代メンバーの中では最も愛されたキャラクターだった。
- 相撲対決 / POPセンス

運動能力が高く、「ガンバリング!!!」などの体力系企画で活躍の機会が多かった。幼少の頃、わんぱく相撲で優勝経験があるため、相撲企画の勝負には特にこだわりを持っていた。しかし同期・酒井瞳には敵わないことが多く、初戦に勝利した以外全敗。腕相撲でも2回の対戦でいずれも敗北し、企画の中核から外れていった。
ファッション誌『ラブベリー』の専属モデルだった経緯から、POPで派手なファッションセンスをしきりにアピールしていた。番組でも時折企画され、メンバーの私服を批評したり、ランキング付けするソロコーナーを担当している。しかし大人になるにつれシックな白黒を好むようになり、POPアピールは鳴りを潜めた。
- 膝の持病

膝に水が溜まる症状「関節水症」の持病があった。2014年初頭、ダンスパフォーマンスの影響で膝の半月板を損傷し、状態が悪化。水が溜まって歩行が困難になり、ライブ公演の不参加が続いた。その後に手術を施し万全ではない状態ながらも、遠藤舞や後藤郁の卒業ライブには出演している。その後のライブも限定出演に抑えながら、同年10月開催の定期公演から本格復帰した。この間「膝ウォーター」と冗談交じりにからかわれるぐらいの余裕で、順調に回復したと思われていたが、1年後の2015年初頭に再発してしまった。
- メンバーとの関係

尾島知佳は同じ高校の同学年、三宅ひとみ・橘ゆりか・大川藍は先輩である。
歳が同じ同期の長野とは、良好な関係だった。年上の後輩・大川藍、年下の後輩・橋本楓, 倉田瑠夏とは特に親密である。また、メンバーや友人の自宅に外泊する嗜好があり、倉田宅への外泊が多い。

#### アイドリング!!!卒業
2015年10月末日、アイドリング!!!の活動終了に伴いグループを卒業。約7年半在籍し、シングル20枚・アルバム6枚参加の実績を残している。レギュラー番組『アイドリング!!!』にも同期間900回以上出演した。
- 卒業コメント

番組MC・バカリズム升野について「加入当初は存在感を示せなかった。それを（升野が）素の部分を引き出してくれて、これまで自分らしく演じる事ができた。無茶な演出を振る点だけ大嫌いだったが、とても感謝している」と述べている。
メンバーについては「自分はいい大人になったのに、メンタルが中学生当時のまま変わらずで色んな迷惑を掛けた。それでもメンバーの支えのおかげで頑張る事ができた」と謝意を示した。
そして「膝の持病で仕事ができなかった時期が、活動の中で最も気持ちが落ち込み辛かった。そんな時のファンや関係者からの激励が、とても元気付けられた。そんなグループに関われて本当に幸せだった」と心中を語っている。

### メンテナンス関連
- アイドリング!!!後継集団「メンテナンス」

2015年11月28日、活動終了した女性アイドルグループ「アイドリング!!!」のOG主体による後継アイドル集団「メンテナンス」が発足。現場に観覧客として来場していた朝日は勧誘を受けて即日グループ入りが決まり、メンバー4号として参画した。
主にトーク番組やバラエティなどを中心に活動し、アイドリング!!!時代の芸風を引き継いでいる。また、メンバーはあくまで個人の活動を最優先し、非常に緩く集合離散しているのが特徴。毎年、アイドルイベント『TOKYO IDOL FESTIVAL』出演を最大目標に時々活動している。

## 出演

### 冠番組
- 朝日奈央のキラめきスポーツ〜キラスポ〜（2020年10月19日〈18日深夜〉 - 2024年3月18日〈17日深夜〉、毎日放送）[44]
- ずん&朝日奈央のかがわで農家になっちゃいました（2021年12月11日、瀬戸内海放送） - 特別番組
- ツインテール姉妹（2022年3月 - 、TELASA） -  配信番組（月1〜不定期企画）
- 別府・湯布院あこがれ宿 朝日奈央しんけん大人になったけん（2022年6月19日、大分放送 / 九州JNN系） - 特別番組
- 朝日奈央のナイスフライデー（2022年10月7日 - 2023年3月24日、ニッポン放送）
- 小島よしお・朝日奈央・EXILE TETSUYAの島キッズ応援の旅！（2022年12月29日、琉球放送） - 特別番組
- 朝日奈央のあさひーりんぐ（2023年10月7日 - 2024年3月30日、ニッポン放送）[62]

### テレビ
（主なレギュラー・準レギュラー・MC番組・特別出演のみ記載）
バラエティ番組
- アイドリング!!!（2008年4月 - 2015年10月31日、フジテレビワンツーネクスト）
- アイドリング!!!日記 → アイドリング!!! (地上波版)（2008年4月 - 2015年11月、フジテレビ/フジテレビONE）[注 4]
- ゴッドタン（2016年8月21日〈20日深夜〉、2017年1月29日〈28日深夜〉、2018年 - 、テレビ東京系） - 週替わりアシスタントMC ほか[111]
  - 代役レギュラー期（2017年4月30日〈29日深夜〉 - 2018年10月14日〈13日深夜〉） - アシスタントMC[112]
  - 芸人マジ歌選手権 特番（2018年1月1日、12月28日、2021年12月29日、2023年1月3日）[113]
- 超ポンコツさまぁ〜ず（2016年12月、テレビ東京系) - 企画出演[114]
- メッセンジャーの○○は大丈夫なのか?（2018年3月 - 2020年3月、毎日放送） - 週替わりアシスタントMC
- 沸騰ワード10（2018年3月 - 、日本テレビ系） - リポーター、週替わりパネラー（不定期出演）
- ニノさん（2018年5月、2019年12月 - 、日本テレビ） -  ニノさんファミリー（週替わり出演）
- 所さんお届けモノです!（2018年9月 - 2021年3月、TBS系） - リポーター（不定期出演）
- スクール革命!（2019年2月 - 、日本テレビ系） - 女子生徒（週替わり出演）
- かみひとえ（テレビ朝日系）
  - パイロット版（2018年10月11日・18日、2019年1月5日）
  - レギュラー版（2019年7月 - 2020年9月） -  週替わり出演
- バカリズム特番（2020年3月 - 10月、フジテレビONE） - MC
  - （特番）〜朝日奈央の恩返し〜（3月15日）
  - （特番）〜アイドリング!!!の恩返し〜（10月30日）
- お願い!ランキング「ツインテール姉妹」（2020年10月 - 2022年3月、テレビ朝日） -  月1〜隔月企画[115]
- 知らなくて委員会（北海道放送） - MC女子生徒[116]
  - シーズン1（2020年11月23日 - 12月14日）
  - シーズン2、シーズン3（2021年3月29日 - 4月26日、9月6日 - 27日）
  - シーズン4、シーズン5（2022年3月9日 - 30日、7月6日 - 8月3日）
  - シーズン6（2023年1月4日 - 25日）
- トークィーンズ（フジテレビ系）
  - パイロット版（2021年8月26日）
  - レギュラー版（2022年6月 - ） -  週替わり出演
- 人生最高レストラン（ゲスト2021年12月18日、2023年1月 - 、TBS系） -  常連客（2023年より週替わり出演）
- 編成王川島（NHK総合）
  - パイロット版（2024年3月23日、8月12日）
  - レギュラー版（2025年4月2日 - 6月18日）[66]
  - 単独番組化SP（2025年6月25日）
- GENIC hour（2025年8月8日〈7日深夜〉 - 、読売テレビ） - MC[117]

スポーツ番組
- EVERGREEN（2019年11月 - 、関西テレビ） -  月替わり出演
- KEIBA BEAT（2020年6月 - 、関西テレビ） -  BEATファミリー（不定期出演）

情報番組
- アッコにおまかせ!（2018年8月 - 、TBS系） - 準レギュラー（不定期出演）
- 中居正広の○○な会（テレビ朝日系） - 準レギュラー（不定期出演）
  - 中居正広のニュースな会（2019年7月 - 2022年3月）
  - 中居正広のダンスな会（2022年1月29日） - 特番
  - 中居正広のキャスターな会（2022年4月 - 2023年12月）
  - 中居正広の土曜日な会（2024年1月 - ）
- 土曜はナニする!?（2020年4月 - 、関西テレビ / フジテレビ系） - 不定期出演
- シューイチ（2020年11月 - 、日本テレビ系） - シューイチプレミアム・食レポシリーズ（不定期企画）[118]
- ひるおび!（2021年3月31日 - 、TBS系） - 水曜コメンテーター

特別番組
- 大好き! にいがた!（2016年9月9日, 2017年1月20日・9月8日, 2018年1月19日・8月31日, 2019年1月16日・9月6日、NST新潟総合テレビ） - 秋冬特番
- クイズ!ボンバーワン（2017年1月・3月、TBS系）[119]
- クレイジーゲームショー 極限Rooms（2019年2月、日本テレビ） - メインプレイヤー[120]
- 土曜スペシャル（テレビ東京系）
  - よゐこのすごろく旅（2019年3月2日）
  - 中山秀征の秘境路線バス旅4（2019年8月3日）
  - ザキヤマの街道歩き旅〜日光街道（2021年10月30日）
  - 長野くんさかなクン港はしご旅4（2022年1月22日・2月12日）
  - ザキヤマの街道歩き旅2〜中山道（2022年3月5日）
  - ザキヤマの街道歩き旅3〜中山道・北国街道（2022年7月9日前編・7月16日後編）
- キタイチ「ロボスクープ!」（2019年3月18日・25日、テレビ朝日） - 秘書（MC）
- 変装かくれんぼ 〜ハイド&シーク〜（2019年4月・10月、2020年3月、TBS系） - 不定期出演
- 土曜プレミアム「まっちゃんねる」女子メンタル（2020年10月24日、フジテレビ系）
- あなたはこの衝撃に耐えられる?ワールドドキドキビデオ（2020年12月27日、2021年3月30日・6月23日、2022年2月10日、日本テレビ系）
- ももいろ歌合戦（BS日テレ）
  - 第4回（2020年12月31日）[121]
  - 第5回（2021年12月31日）
- 審査員長・松本人志（2021年4月28日、TBS系）
- カメラに映っちゃダメ忍者（2021年5月15日、テレビ朝日） - メインプレイヤー
- 水曜NEXT!「かまいまち」（2021年6月24日〈23日深夜〉・7月1日〈6月30日深夜〉、フジテレビ） - MC[122]
- ネタミちゃんとなかまたち（読売テレビ） - アシスタントMC[123]
  - #1（2021年9月12日・19日）
  - #2（2021年12月12日・19日）
  - #3（2022年3月6日・13日）
- SBC創立70周年特別番組「夢テレビ2021」（2021年10月10日、信越放送）
- 有吉の冬休み2022 密着77時間 in 沖縄（2022年1月1日、フジテレビ系）
- ゆるっと解決!?にほんの迷信研究室（2022年1月4日、石川テレビ） - MC
- かまいたちの○○グランプリ（テレビ朝日系）
  - かまいたちのぶっつけ本番グランプリ（2022年1月6日）
  - かまいたちの人生初めてグランプリ（2022年4月15日）
- マッチング♥ハウス（関西テレビ / フジテレビ系） - レギュラー
  - 2022年（3月27日、7月11日）
  - 2023年（2月18日）
- ガチ勢分類バラエティ ガチゴライズ（2022年6月18日、テレビ朝日系） - アシスタントMC
- ケンコバカレー部（2022年6月25日・2023年7月1日、テレビ北海道） - 部員
- レベチな福岡人発掘タイムズ 華丸編集長、報告があるであります。（2022年10月15日、福岡放送） - 編集部員[124]
- ブレイキンワールドシリーズ / ブレイキンワールドマッチ（TBS系）
  - ブレイキンワールドシリーズ  in 北九州〜Road To PARIS 2024 ダンス人類最強決戦〜（2023年2月25日）[125]
  - 東急不動産ホールディングス ブレイキンワールドマッチ2024〜史上初！ダンス日米頂上決戦〜（2024年2月24日）[126]
  - ブレイキンワールドマッチ2025 日韓頂上決戦 直前SP / 東急不動産ホールディングス ブレイキンワールドマッチ2025 日韓頂上決戦（2025年2月15日 / 22日）[127]
- 勇壮！博多祇園山笠（RKB毎日放送）
  - 2023（2023年7月15日）[128]
  - 2024（2024年7月15日）[129]
- シェア帰省〜ウチの地元に一緒に帰ろう〜（2023年8月5日、日本テレビ系）[130]

### テレビドラマ
- 土曜ドラマ『怪物くん』第2話（2010年4月24日、日本テレビ系)
- ドラマ24『リミット』第1話（2013年7月13日〈12日深夜〉、テレビ東京系）
- 『ネット歌姫〜パート主婦が、歌ってみた〜』（2019年1月26日、NHK BSプレミアム）
- 日曜プライム『警視庁・捜査一課長』SP7（2019年12月15日、テレビ朝日系） - 沢北まどか 役
- 日曜劇場『マイファミリー』最終話（2022年6月12日、TBS系） - ハルカナ・オンライン・ゲームズ社員 役[131]
- ドラマプレミア23『ブラックガールズトーク』（2024年2月5日 - 3月25日、テレビ東京系） - 主演・太田佳央梨 役[注 5][64]
- 浅草ラスボスおばあちゃん 第2話 - （2025年7月13日〈12日深夜〉 - 9月13日〈予定〉、フジテレビ系） - 花村すみれ 役[132]

### 配信ドラマ
- シークレットガールズ（見参楽） - 主演・森川未紀（MORM）役[注 6]
  - Season1（2011年7月 - 2012年4月）
  - Season2（2012年7月 - 2013年4月）
- キューピット倶楽部（VISION CAST）[注 7]

### バラエティ再現ドラマなど
- 東京らふストーリー（2018年4月・5月・7月・11月ほか、テレビ朝日）
- 痛快TV スカッとジャパン（フジテレビ系）
  - （2018年9月・再2021年10月） - クレーマー客 役
  - （2023年2月） - 永田恵美 役
- CBCテレビ開局65周年記念『ツナガル、夜に。』（2021年6月23日・24日・26日〈25日深夜〉、CBCテレビ） - 主演・なお 役[133]
- ザ!世界仰天ニュース（2021年10月・2022年4月、日本テレビ系） - なな 役、ママ 役ほか

### 映画
- 湯道（2023年2月23日、東宝） - 植野悠希 役
- 翔んで埼玉 〜琵琶湖より愛をこめて〜（2023年11月23日、東映） - 若月依希 役[63]

### 配信テレビ・アプリ
MC
- 古坂大魔王のカツアゲ!（2013年7月9日 - 9月17日・2015年10月13日、AmebaStudio) - アシスタントMC
  - @アメーバ海の家SP（2014年8月6日) - アシスタントMC
  - 古坂大魔王&パンサーのカツアゲ! 最終回SP（2017年3月28日、AbemaTV)[134]
- 朝日奈央 プレミアム放送（2013年7月 - 2015年6月、AmebaStudio）
- 女子コレクティブ（2.5D）
  - 1stシーズン（2013年9月9日 - 2014年7月10日）
  - 2ndシーズン（2014年10月20日 - 2015年1月22日）
- 朝日奈央の「POP STEP ASAHI」公開生ミーティング（2014年8月24日、2.5D）
- 朝日奈央 オフィシャル生放送（2015年10月、AmebaFRESH!Studio）
- 〜お願い! マンピンコンNo.1いいね！バトル〜（2016年11月 - 12月、AbemaTV）
- ディズニー映画『モアナと伝説の海』公開記念 この春一歩踏み出すあなたを大応援SP（2017年3月、FRESH!）[135]
- 古坂大魔王の原石が出るTV（2017年4月 - 8月、AbemaTV) - アシスタントMC (不定期出演)
- フジモンが芸能界から干される前にやりたい10のこと（2017年8月ほか、AbemaTV) - アシスタントMC (不定期出演)[136]
- DTテレビ（2017年10月14日 - 2019年11月29日、AbemaTV) - アシスタントMC (DTジャーナリスト)[137]
- 高校生恋愛リアリティーショー アオハル♥LINE（AbemaTV)
  - パイロット版（2018年2月11日)[138] / レギュラー（2018年7月 - 10月)
- デスゲーム（2018年2月9日 -  4月10日、AbemaTV） - アシスタントMC[139]
- 輝け! AbemaTV AWARDS（2018年12月30日、AbemaTV） - アシスタント[140]
- 2021年 サンリオキャラクター大賞（2021年6月8日、YouTube LIVE / LINE LIVE）
- LOUD（2021年8月3日・31日、9月11日・27日、ABEMA）
- ロマンスは、デビュー前に。（2023年1月26日 - 3月23日、ABEMA）[141]

その他
- よゐこのカラダで調べる7〜8の事（2016年8月ほか、AbemaTV) - 不定期出演[142]
- 青春バカリズム（2016年9月 - 10月、テレ朝動画) - 長編企画出演
- こちらみんカメ編集部（2016年10月 - 2017年6月、AbemaTV) - 不定期出演
- The NIGHT（AbemaTV） - 不定期出演
  - 矢口真里の火曜The NIGHT（2017年2月・4月・12月、2018年10月)[143]
  - スピードワゴンの月曜The NIGHT（2017年5月・6月、2018年7月・10月)
  - 鈴木愛理の火曜The NIGHT（2019年9月)[144]
- アイドルING!!!〜ネクスト育成ング!!!（2017年9月、FRESH!) - パイロット版
- 必殺!バカリズム地獄（2017年10月 - 2018年6月、AbemaTV) - 不定期出演[145]
- そして竹山、政治家になる 〜ザキヤマ&河本のイジリ党〜（2018年6月1日、FOD)[146]
- 放談ナイト〜Hold on Night〜（2018年8月、FOD）
- 家-1グランプリ2020〜お笑い自宅芸No.1決定戦〜（2020年5月3日、ABEMA） - 審査員[147]
- ももいろ歌合戦（ABEMA）
  - 第4回（2020年12月31日）
  - 第5回（2021年12月31日）
- ドキュメンタル番外編 女子メンタルfromまっちゃんねる（2021年、Amazonプライム・ビデオ） - シーズン1出演
- ABEMA SUPER GTダイジェスト（2024年4月15日 - 12月13日、ABEMA） - スペシャルサポーター[148]

### 舞台
- 100点un・チョイス！
  - 番外公演vol.1『ハピプラ！』（2016年1月12日 - 17日、中野 ポケットスクエア テアトルBONBON） - 主演ヒロイン・鶴岡サキ 役
  - 第三回本公演『誰かが彼女を知っている』（2016年8月12日 - 21日、中野 ポケットスクエア テアトルBONBON）
- 天才劇団バカバッカ Vol.18『DADDY WHO?』（2016年11月16日 - 20日・24日、新宿 サンモールスタジオ）

### 声優・吹き替え
アニメ
- 映画『超劇場版ケロロ軍曹 撃侵ドラゴンウォリアーズであります!』(2009年3月7日公開、角川映画) - 観光客 役
- ガッチャマン クラウズ（2013年7月 - 9月、日本テレビ) - 山村日向 役、カップルの女 役、バスの乗客 役

### ミュージックビデオ
- MAX「一緒に・・・ (Happiness 2020)」デジタル盤（2020年12月9日、avex trax）[149]

### ラジオ
- 子どもたちの安全を守る放送「どこから来たの?」FM版（2021年10月 - 、エフエム茶笛） - ナレーション

### CM・広告・イメージモデル
- Lovetoxic（2009年5月、ナルミヤ・インターナショナル）
- Pocky Street「エビバデ！デコポッキー」(2010年1月、江崎グリコ) - ラブベリー名義
- ファッションセンターしまむら テレビCM（2012年4月 - 2013年、しまむら）
- 『KEISUKE YOSHIDA 16SS』ルックブック（2016年1月、Fashionsnap.com）
- 『まふまふの何でも屋さん』イメージモデル（2017年6月、まふまふ）
- 渋谷CONCEPT CAFÉ「ゴッドタン 野呂朝日プロデュース カフェ決定戦」(2018年5月 - 6月、スイーツパラダイス)[150]
- ソフトバンク「かわいい動物たち feat.朝日奈央」WebCM（2018年11月、ソフトバンクグループ）
- リポビタンD「ラグビー日本代表 キャンペーン応援アンバサダー」WebCM（2019年9月 - 10月、大正製薬）[151]
- Kao「フレアフレグランス & SPORTS」WebCM（2020年3月、花王）
- DMM GAMES『レムナント：フロム・ジ・アッシュ』公式アンバサダー（2020年6月、DMM.com）[152]
- 埼玉県『秋の全国交通安全運動』広報アンバサダー（2020年9月、埼玉県警察）
- カーネクスト テレビCM（カーネクスト）
  - 「カーネーサン信じてる」篇、「カーネーサン無料」篇（2021年2月）[153]
  - 「カーネクスト・プレゼン」篇、「カーネクストFIVE!」篇（2021年10月）[154]
  - 「見ない見ないカー・高く買い取ります」篇（2022年2月）[155]
  - 「クルマドンナ」篇（2022年7月）[156]
  - 「クルマドンナVSクルマダンナ」篇（2023年7月）[157]
  - 「カーネクスト合唱団」篇（2024年5月）[158]
  - 「カーネクスト高級料亭」篇（2025年4月）[159]
- 日清「まぜ麺の達人 / つけ麺の達人」テレビCMおよび広告モデル（2021年3月、日清食品チルド）[160]
- 明治QUARK「朝日奈央のわくわくクワルクレシピ」WebCM（2021年4月、明治）[161]
- FANCL「ディープクリア洗顔パウダー」WebCM（2021年5月、ファンケル）[162]
- いるまPR大使（2021年6月就任、入間市役所 / 入間市観光協会 / 入間市茶業協会）
- トヨクモ「安否確認サービス2」テレビCMおよび広告モデル（トヨクモ）
  - 「地震の時の安否確認大変じゃないですか？編」（2021年9月）[163]
  - 「カンタンだからウキウキ」篇（2022年8月）[164]
  - 「潜入」篇（2023年7月）[165]
  - 「固まる総務部」篇（2024年9月）[166]
- ゲオ リユーススマホ テレビCMおよび広告モデル（ゲオ）
  - 「スマホの新しい買い方」篇 （2022年10月）[167]
  - 「スマホ 選び方改革」篇（2023年10月）[168]
  - 「中古スマホがお得にカエル」篇（2024年9月）[169]
- .st（ドットエスティ）「街のファッションアドバイザー」篇 テレビCMおよび広告モデル（2022年10月、アダストリア）[170]
- LINEあけおめスタンプ2023 WebCM（2022年12月、LINE）[171]
- コンピレーションCD『HOT MiLK』ジャケットモデル（2023年1月25日、avex infinity）[172]
- ペプシコーラ アンバサダー（CMおよび広告モデル）（2023年3月、サントリー食品インターナショナル）[173]

PR（単発）
- スクウェア・エニックス『戦国アクションパズル DJノブナガ』(2018年6月)[174]
- 映画『グリンチ』(2018年12月23日、ユニバーサル・ピクチャーズ)[175]
- 日本コカ・コーラ
  - 「福ボトル開運自販機」(2019年2月)[176]
  - 「アイスブレイクチャレンジ」(2019年7月)[177]
- Arumlily（2019年2月、キャノンクリエーション）
- 日本マクドナルド「クルー体験会」(2019年3月、日本マクドナルドホールディングス)[178]
- サーモス真空断熱タンブラー「THERMOS HOW TO ENJOY e-SPORTS MOVIE」(2019年6月、サーモス K.K.)[179]
- 宝くじ西銀座チャンスセンター「ハロウィンジャンボ宝くじ」(2019年9月24日、日本宝くじ協会)[180]
- 沸騰ワード10「ライフネット生命」インフォマーシャル（2020年6月、ライフネット生命保険）
- バナナマンのせっかくグルメ!!内「日産・スカイライン」インフォマーシャル（2020年10月、日産自動車）
- アシックスGEL-MOOGEE SP「ファストウォーキング」（2021年4月、アシックス）[181]
- 東京カレンダー「ザ テンダーハウス ダイニング」（2021年6月、東京カレンダー）[182]
- オールスター感謝祭'21秋 内「キリンビール 一番搾り糖質ゼロ」インフォマーシャル（2021年10月、麒麟麦酒）
- サマンサタバサ・ポップアップショップ『Samantha Holiday Trip』ホリデー親善大使（2021年12月9日、サマンサタバサジャパンリミテッド）[183]
- KIRIN「完璧な新キリンチューハイ」解禁発表会（2022年4月26日、キリンホールディングス）[184]
- 明治ヨーグルト「ヨーグルト新時代」研究成果発表会（2022年10月4日、明治）[185]
- LOVECHROME 新作ヘアコーム発表会（2024年2月20日、YC・Primarily）[186]

### イベント
- 羽村にぎわい音楽祭 2015（2015年11月29日、羽村市羽村駅西口)
- はむら夏まつり『LIFriendsライブ』(2016年7月31日、羽村市羽村駅東口)
- (有)申し訳ないと『(有)申し訳AFTERNOON 20周年SP＠代官山UNIT』(2016年12月18日、代官山UNIT) - アイドリング!!!OG名義
- 天才劇団バカバッカ
  - 『めちゃバカSpecial!』(2016年12月27日、浅草ROX ゆめまち劇場)
  - 『めちゃバカ4〜男前劇団チョコバッカ』(2017年2月23日、GLASS DANCE 新宿)
  - 『めちゃバカ5〜新学期スペシャル〜』(2017年4月23日、浅草ROX ゆめまち劇場)
  - 『めちゃバカ6〜夏祭りスペシャル〜』(2017年7月30日、ビッグファン平和島 Red & Blue Tokyo)
- WHK FESTA'17『ワセドリ‼︎ -Girls Idol Audition-』(2017年7月7日、早稲田大学) - ゲストMC
- 100点un・チョイス! 3周年記念イベント2017年9月16日、浅草ROX ゆめまち劇場)
- Tokyo E-sports Festival（2017年11月18 - 19日、お台場フジテレビ本社屋)
- やぐフェス
  - 第1回 〜アイドルを原宿で見るか、アベマでみるか〜（2017年12月3日、原宿アストロホール） - サブMC
  - 第2回 〜黒と白の交わる場所〜（2018年12月2日、品川インターシティホール）
- 明治安田生命「eJ.LEAGUE」決勝ラウンド（2018年5月4日、東京 JFAハウス） - MC[187]
- 日本宝くじ協会「ドリームジャンボ」抽せん会（2018年5月11日、宝塚大劇場） - プレゼンター
- ゴッドタン マジ歌ライブ2018 in 横浜アリーナ 〜今夜一発いくかい？〜（2018年5月31日、横浜アリーナ）
- 大川藍デビュー10周年ファンイベント「大川藍の干される前にやりたい10のこと」(2018年7月28日、池袋Grafica)[188]
- mysta festa vol.6（2018年8月5日、六本木ニコファーレ）
- 映画『グリンチ』大ヒット記念イベント（2018年12月23日、東京 日比谷公園）
- 闘会議2019（2019年1月27日、千葉 幕張メッセ）
- 超十代 2019（2019年3月26日、千葉 幕張メッセ）
- 第11回 沖縄国際映画祭「わったー! 41フェス」(2019年4月19日、沖縄 宜野湾市)
- 吉田豪の“復活! 雑談天国”（2019年5月3日、新宿ロフトプラスワン）
- スマッシュボール杯 スマブラSP日本選手権（2019年5月11日、フジテレビ本社屋） - アシスタントMC
- 『24時間テレビ 「愛は地球を救う」 42』日産チャリティーイベント（2019年8月24日 - 25日、横浜市・日産自動車グローバル本社） - MC
- クリスマスイルミネーション『Tales of Christmas 2019』点灯式（2019年11月24日、中山競馬場）[189]
- 第37回『サントリー1万人の第九』(2019年12月1日、大阪城ホール)
- ゴッドタン マジ歌ライブ2020 〜さいたまスーパーアリーナ行きつきました〜（2020年2月13日、さいたまスーパーアリーナ） - アシスタントMC
- 埼玉県『秋の全国交通安全運動』出発式（2020年9月19日、さいたま市）
- 2021年 サンリオキャラクター大賞（2021年6月8日、オンライン・バーチャル会場） - MC
- 第34回『ジュノン・スーパーボーイ・コンテスト』グランプリ（2021年11月21日、都内） - 審査員
- ARUHI『本当に住みやすい街大賞2022』授賞式（2021年12月7日、都内）[190]
- WDSF Breaking for Gold World Series in 北九州（2023年2月25日、西日本総合展示場 新館）[125]
- 長野せりな芸能生活25周年イベント!!!（2023年5月7日、ロフトプラスワン）
- 帝塚山・無学の会 第278回 （2023年5月27日、大阪・帝塚山無学）
- KANSAI COLLECTION（京セラドーム大阪） - メインMC
  - 2023 AUTUMN&WINTER（2023年8月6日）[61]
  - 2024 SPRING&SUMMER（2024年3月20日）
  - 2024 AUTUMN&WINTER（2024年8月1日）[191]
  - 2025 SPRING&SUMMER（2025年3月2日）[192][193]
  - 2025 AUTUMN&WINTER（2025年8月6日）[194]
- ゴッドタン マジ歌ライブ2023 〜マジオールスター歌謡祭〜（2023年9月21日、さいたまスーパーアリーナ）[195]
- 映画『翔んで埼玉 〜琵琶湖より愛をこめて〜』ジャパンプレミア・レッドカーペットイベント（2023年10月24日、六本木ヒルズアリーナ）[196]
- 朝日奈央 FAN MEETING〜POP STEP ASAHI〜（2025年4月20日、KANDA SQUARE ROOM）[197]
- 第75回全国植樹祭（2025年5月25日、秩父ミューズパーク） - ナビゲーター[198]

## 書籍

### 単行本
（掲載）
- 吉田豪「吉田豪と15人の女たち」(2018年9月27日、白夜書房)[199]

### 雑誌
ファッション誌
- ラブベリー（2007年6月号 - 2012年3月号、徳間書店） - 専属モデル
- steady.（2020年8月号から、宝島社） - レギュラーモデル

その他
- 週刊アスキー（2012年1月17日、アスキー・メディアワークス） - 表紙
- STYLE WAGON（2017年7月15日、三栄書房） - 表紙
- FLASH（2019年11月26日・2020年10月30日、光文社） - 撮り下ろしグラビア[200]・表紙
- ゼクシィ国内リゾートウエディング 2021 Summer&Autumn（2021年4月、リクルート） - 表紙[201]
- The New Era® Book　Spring & Summer 2022（2022年4月、シンコーミュージック） - ムック